# ルパン三世 風魔一族の陰謀
『ルパン三世 風魔一族の陰謀』（ルパンさんせい ふうまいちぞくのいんぼう）は、1987年に発表された日本のアニメーション作品。モンキー・パンチ原作のアニメ『ルパン三世』のOVA第1作である。日本の田舎を舞台に、ルパン三世と風魔一族による墨縄家の家宝をめぐる戦いを描く。監修は大塚康生。1988年4月5日にソフトが販売された。
キャッチフレーズは「紫を救え! からくり城の秘宝をめぐるニュー・ルパンVS風魔の一大攻防戦!!」。

## 概要
シリーズ初のOVA作品として製作された。ただし、1987年12月26日から翌年のビデオ販売に先駆ける形で小規模ながら全国の劇場で先行上映（現在でいうODS）されており、本作がOVA作品か劇場用映画作品なのかは、扱いが分かれることもある。なお、公式ではOVA作品として扱われており、本作は劇場映画に数えられていない。
仮題は『ルパン三世 五右衛門紫変化』。公開前の雑誌や主題歌レコードのジャケットではこのタイトルが使われていた。
監修として『ルパン三世 (TV第1シリーズ)』（以下、『TV第1シリーズ』）と『ルパン三世 カリオストロの城』の作画監督であった大塚康生が参加している。そのため、キャラクターデザインや小道具などは二作に準じており、ルパンは「緑色」のジャケットを着用する。

1977年の『ルパン三世 (TV第2シリーズ)』（以下、『TV第2シリーズ』）から変更がなかったメインキャストが一新され話題となった作品であり、このことは様々な波紋を呼んだ。

## あらすじ
岐阜県飛騨の山奥にある神社で、石川五ェ門は地元の名士・墨縄家の跡取り娘である紫と祝言を挙げようとしていた。この式には先ごろの捕物で亡くなったと思われているルパン三世のほか、峰不二子や次元大介も参加していた。墨縄家は古くより優れたからくり職人として知られた家系であり、紫の祖父で当主の墨縄老人は、五ェ門を婿入りさせる儀式のため、代々伝わる「秘伝の壺」を披露する。そこに覆面装束の謎の集団が現れ、壺を狙うが、ルパンらの妨害によって失敗し、代わりに人質として紫を誘拐して逃げる。
当夜、五ェ門は紫の身の安全のため、壺を相手に渡すべきだと墨縄老人に談判するが、そこで墨縄は壺の正体が一族の莫大な隠し財宝のありかを示すものであること、相手はそれを400年間も狙っている風魔一族であると説明する。その上でたとえ孫娘の命のためであっても、交換には応じないと頑なに拒絶し、金庫にしまう。しかし、その様子は密かにルパンに盗撮されており、深夜になって壺はルパンに盗み出され、壺の表面に隠された隠し場所が明らかとなる。一方、銭形警部はルパンの冥福を祈るため、飛騨の山寺に出家していた。岐阜県警の風見刑事は銭形にルパンが生きていることを伝え、銭形は再び動き出す。
五ェ門はルパンや次元とともに、盗み出した壺を持って人質との交換場所に向かい、壺を渡す代わりに紫の身柄を取り戻すことに成功する。五ェ門は、墨縄家の婿として壺を取り戻すことを決心し、ルパンに警告した上で、紫と共に風魔一族が来るであろう財宝の隠し場所へ向かう。一方、不二子は風魔一族に探りを入れようとして逆に捕まってしまう。風魔の一味であった風見は不二子に仕掛けられた発信機に気づくと、ルパンを銭形の元におびき寄せる罠として用い、彼らの動きを牽制する。
風魔一族は壺に記された錫杖岳の隠し洞窟に向かうが、墨縄老人が先回りして待ち構えていた。風魔はこれを難なくいなすと用済みとして崖から落とす。そこに五ェ門と紫が来たことに気づいた風魔らは姿を隠し、彼らに先を進ませ、からくりに満ちた罠の道を突破しようとする。やがて、洞窟には銭形を撒いたルパンらも辿り着き、後を追う。銭形も機動隊を率いてやってくるが、そこで川岸で気絶している墨縄老人を発見する。墨縄は1時間で洞窟が崩れる罠があること、それを回避するには壺に隠された特殊な鍵が必要だが、その鍵を挿す鍵穴はすでに破壊していることを明かす。紫が洞窟の中に入ったと知った墨縄は、銭形に背負われて自身も洞窟の中に入っていく。
五ェ門らと合流したルパンらは死の罠に満ちた洞窟を突破し、数百万両の価値があるとされる黄金の城に辿り着く。そこに風魔の一族らも現れ、黄金を巡って戦いが始まる。五ェ門は紫の身を守りつつ、強敵である風魔のボスを一騎打ちの死闘の末に倒す。しかし、洞窟の崩落は始まっており、ルパンらは追いついた銭形らとともにすんでのところで脱出。最終的に手に入ったのは、不二子が持ち出した黄金の瓦だけであった。
一方、五ェ門は罠の道で幻覚剤によって紫を傷つけてしまったことを強く後悔しており、さらなる修行の旅に出ると紫に別れを告げ、旅立つ。

## 登場人物

### メインキャラクター
ルパン三世
声 - 古川登志夫
かの名高き怪盗アルセーヌ・ルパンの孫で、自らも世界的な大怪盗かつ変装の達人。
本作開始時点では表向き死亡したことになっている。五ェ門の結婚式に参加し、墨縄家の財宝の存在を知ることになる。
次元大介
声 - 銀河万丈
コンバットマグナムを使う射撃の名手でルパンの相棒。
ルパンと行動を共にし、墨縄家の財宝を狙う。
石川五ェ門
声 - 塩沢兼人
古の大泥棒・石川五ェ門の十三代目。最強の刀「斬鉄剣」を使う居合い抜きの達人。
かねてより懇意にしていた飛騨の名士・墨縄家の孫娘・紫と相思相愛になり、婿養子となって泥棒稼業からの引退を決意する。
峰不二子
声 - 小山茉美
ルパン一味の紅一点で、付かず離れずの存在。時にはルパン達を利用したり、裏切ったりすることも多い。
ルパンと共に五ェ門の結婚式に参加。そこで墨縄家の財宝を知り、横取りを狙う。
銭形警部
声 - 加藤精三
ルパン一味を追うICPOの捜査官。ルパン専任捜査官であるため、ルパンに関係する事件なら世界中どこでも捜査権が認められている。
本作開始時点ではルパンが死んだと信じ込み、出家して飛騨の山寺で彼の冥福を祈る日々を送る。序盤、風見刑事からの連絡でルパンの生存を知り、現場復帰する。

### ゲストキャラクター
墨縄 紫
声 - 荘真由美
本作のヒロイン。飛騨の名士・墨縄家の孫娘。
明るく恋愛に積極的な性格の少女。幼少より五エ門と親しく接し、やがて相思相愛の仲となる。祖父ほどではないが、自身もからくりには詳しい。
墨縄老人
声 - 宮内幸平
飛騨の名士・墨縄家の当主。紫の祖父。本名は墨縄 馬場（）。
代々からくり職人として知られてきた墨縄家の現当主である老翁。からくりに詳しく、また隠し財宝の洞窟に仕掛けれれた罠の内容についても知っている。物語前半では孫娘よりも家宝の壺が大事な様子を見せるが、後半では紫が洞窟内に入ったと知ると銭形と共に内部へと入る。
風魔一族のボス
声 - 広瀬正志
本名は十四世 風魔 小太郎（）。
大仏をスキンヘッドにしたような顔をした色黒の大男。表向きは「有限建築会社 風間組」の社長として活動し、一族の悲願である墨縄家の財宝を狙う。普段は白系のスーツ姿だが下には忍者着を着込んでおり、また一騎打ちで五エ門に伍するほどの武道の手練れ。また、硬貨を使った指弾も得意とする。
風見刑事
声 - 千葉繁
岐阜県警の刑事。風魔一族。
胡散臭い風体の眼鏡の中年男性。冒頭の五エ門の結婚式にも紛れ込んで様子をうかがい、のち、そこで撮ったルパンの写真を銭形に見せることで彼の職場復帰を促す。その正体は風魔の一味であり、ルパンを牽制するために銭形をけしかける。
ガクシャ
声 - 中原茂
本名不明。風魔一族。
サングラスをかけた若い優男。手に入れた墨縄家の壺の解析を行う。
風魔一族の隊長
声 - 島香裕
風魔兵の特徴である仮面・武装をした大柄な人物。実働部隊の長として、ボスや風見の指示を受けて現場で動く。

## 声の出演
- ルパン三世 - 古川登志夫
- 次元大介 - 銀河万丈
- 石川五ェ門 - 塩沢兼人
- 峰不二子 - 小山茉美
- 銭形警部 - 加藤精三
- 紫 - 荘真由美
- 墨縄老人 - 宮内幸平
- ボス - 広瀬正志
- 風見 - 千葉繁
- ガクシャ - 中原茂
- 隊長 - 島香裕
- 警官A - 小出和明
- 警官B - 山寺宏一
- 警官C - 西村智博
- 風魔A - 目黒裕一
- 風魔B - 橋本晃一
- 風魔C - 桜井敏治
- 風魔D - 坂東耕一郎
- 奥さん - 江森浩子
- 男の子 - 小粥よう子
- 女の子 - 神代智恵
- 女 - 矢崎えりい

## スタッフ
- 制作 - 東宝、東京ムービー新社
- プロデューサー - 竹内孝次
- 原作 - モンキー・パンチ（双葉社刊）
- 脚本 - 内藤誠
- 監修 - 大塚康生
- 作画監督、キャラクターデザイン - 友永和秀
- 美術監督 - 小林七郎
- 撮影監督 - 斎藤秋男
- 録音監督 - 浦上靖夫
- 編集 - 瀬山武司
- 音楽 - 宮浦清、小田敏文（ノンクレジット）
- 主題歌 - 「セラヴィと言わないで」
  - 作詞 - 有川正沙子 / 作曲 - 南申午 / 編曲 - 矢野立美 / 唄 - 麻倉未稀
- 原画 - 道籏義宣、八崎健二、石井邦幸、小野昌則、野口寛明、辻野芳輝、丸山晃一、桜井陽子、植田均、宮崎なぎさ、増田敏彦、田中敦子、富沢恵子、矢野雄一郎、青山浩行、鷲田敏弥、滝口禎一、楠本祐子、森友典子、福島敦子
- 動画 - 堤純子、原田俊介、土岐弥生、上ノ山順子、梅田隆司、中込利恵、斉藤紀生、吉沢広子、粉川剛、末永宏一、川口隆、西見祥示郎、柳川由美、横堀久雄、河内明子、林雅子、武馬康裕、富永拓生、佐々木昇、中村祐治、長嶋陽子、高谷博子、平間恵美子、向井雅人、大沢正幸、志村正義、高橋夏子、藤井ゆかり、長屋侑理子、斉藤喜代子、奥野元子、矢野順子、細山正樹、田口裕美子、駒場浩、粟田勉、萩森啓子、斉藤百合子、星裕一、星野真砂子、白川宏
- 背景 - 小林プロダクション
- 撮影 - 旭プロダクション
- 仕上 - 橋本直子、菅原智子、高野佳子、木村郁代、杉井正子、高橋美樹、大久保香代、飯塚晶子、坪田真奈、中村静子、ヨーリー・ホアン、パティ・パリレオ、ルイーザ・スー、藤川千奈実（スタジオ・エンジェル）、中山しほ子（遊民社）、米澤貴美子（大阪アニメ・ワールド）
- 効果 - フィズ・サウンド
- タイトル - 高具アトリエ
- 録音 - APUスタジオ
- 現像 - 東京現像所
- 色指定 - 山本智子
- 制作デスク - 南部正昭
- 制作進行 - 高野武
- 演出助手 - 難波桂子
- 演出 - 大関雅幸
- 演出補佐 - 富沢信雄

## 製作

### 企画
企画は、当時OVA製作事業を行っていた東宝のビデオ事業室が、アニメーション制作を東京ムービーに申し入れる形で行われた。そのため、本作は東宝と東京ムービー新社が製作しており、従来の作品に参加していた日本テレビなどの放送局は参加していない。
本作は、コンセプトの一つに「初心に戻ってルパンを若返らせる」というものがあった。そのため、『TV第1シリーズ』の作風にすることが早々に決まり、同シリーズでキャラクターデザインと作画監督を務めた大塚康生にまずオファーが行われた。大塚はこれを受諾する一方で「50代半ばの自分にはかつてほどのエネルギーがなく、当時のような仕事はできない」と考えたため、作画監督などの役職は辞退し、監修として参加することにしたという。

### 脚本
脚本を執筆した東映出身の内藤誠は、原作『ルパン三世』連載当初からのファンだった。自身が監督した映画『不良番長』シリーズのスタッフとキャストも多くが原作のファンで、主演の梅宮辰夫は特に夢中になっていてルパンのギャグのセンスを映画に活かせないかと話していたという。仕事仲間の大和屋竺が参加していた『TV第2シリーズ』では脚本の誘いがあり打ち合わせに参加するなど前向きだったが多忙のため実現せず、そうした経緯で本作の依頼には喜んで引き受け、舞台を日本にしてストーリーの骨子にからくり技術を駆使したアクションをと張り切った。
舞台は企画初期から日本に決められていた。大塚は「（舞台が）パリとかニューヨークとかいうのに飽きちゃったんです。もう日本でいいんじゃないの?って感じで」と述べており、作画監督の友永和秀も「逆に日本の田舎の方がエスニックな雰囲気が出せる、と思った」と語っている。
当初の脚本は不二子が結婚するという内容だったが、日本人のゲストヒロインの登場が決まったことで、不二子の役割は五ェ門に変更されたという。

### 製作
アニメーション制作は、過去に『ルパン三世 カリオストロの城』や『TV第2シリーズ』の一部放送回を担当した東京ムービー新社の子会社テレコム・アニメーションフィルムが請け負った。
本作では作品の責任者である監督が存在せず、代わりにテレコムを率いる大塚が監修を務め、原画マンや作画スタッフがシークエンスごとにアイデアを出し合い作画する、というかつての東映動画的なスタイルとなった。
大塚によると、当初は若手の演出家を監督に抜擢していたが、その演出家の提示した絵コンテがテレビアニメ的なアップや口パクを中心とした動画枚数を省略するスタイル（リミテッド・アニメーション）であり、劇場長編クオリティの作画スタイル（フル・アニメーション）で育って来たテレコムの作画スタッフの要求に応えられず現場を去ってしまったため、大塚をはじめ友永和秀、田中敦子といった原画担当のアニメーター達が場面ごとに絵コンテを担当し、演出不在のまま作品を仕上げることになった、とのことである。また、大塚は演出の代わりに全カットの原画に目を通して、アニメーションの動かし方の指導を担当することとなった。
大塚が参加していることもあり、作風は『第1シリーズ』や『カリオストロの城』に準じている。ルパンは『カリオストロの城』以来となる緑色のジャケットを着用するが、『第2シリーズ』などで着ていた赤色のジャケット自体は登場しており、ルパンではなくヒロインの紫が、ルパンが持っていた私服の中から選んだ着替えとして終始着用している。
演出の大関雅幸は本作について｢ファミコンとかいわゆるロールプレイングゲームを基本にもってきたんです。全体をゲームタッチにして、その感じを出したかったんですが、それは何とか成功したと思います。」とコメントしている。
物語の冒頭で銭形が住職として登場するのは、『ルパン三世 ルパンVS複製人間』で使われるはずだった設定の流用である。
当初の題は『ルパン三世 五右衛門紫変化』で、公開前の雑誌や主題歌レコードのジャケットではこのタイトルが使われていた。その後、東宝事業部の担当者によって現題に改題されたという。
劇伴は宮浦清が担当した新曲が用いられており、従来の作品のものは一切使用されておらず「ルパン三世のテーマ」も使用されていない。また、音響関係のスタッフも一新されている。

## 声優の変更
本作では、メインキャストである五人の声優の総入換えが実施された。長寿作品となり声優交代が順次行われているシリーズではあるが、長期にわたり固定され当時現役だったキャスト全員が交代したという点では唯一の作品である。

### 経緯
この変更は、制作会社の東京ムービーで新任となった企画担当者によって行われたとされる。
原作者のモンキー・パンチは当時、プロデューサーから「東京ムービー新社（東京ムービーの営業部門）が経営不振であり、ギャラの問題から（ルパン三世役の）山田康雄らを交代させたい」と説明を受けたと語っている。一方で、これまでのイメージとは異なる作品にするため山田の演技を是としないスタッフの意図で変更がなされたとの情報もあり、アニメライターの小黒祐一郎はおそらくはギャラと演技の両方が理由ではないか、としている。そのほか、山田のプロ意識の高さに端を発するキャストの姿勢が、一部のスタッフから反感を買っていたことが原因とする証言もある。
脚本を担当した内藤誠はオファー時にこの件は知らされておらず、直前になって聞かされて驚いたという。また、監修の大塚康生は後に、声優のキャスティングは作画陣と別の部門で行われたため事後報告だったことを明かしている。
プロデューサーから「会社が潰れるかもしれない」と説明されたモンキーは「従来の五人の声優さんへ事前に連絡して事情を説明する」ことを条件に、声優交代を了承。配給・製作に関わった東宝も東京ムービー側に「旧声優さんには仁義を切っておいて下さい」と申し入れたという。だが、山田をはじめとした五人全員にこのことは伝わっていなかった。

### 声優当人の反応
山田康雄は公開から約1年後、本作でルパンを演じた古川登志夫から初めて変更の一件を聞いたことで激怒。泥酔した山田は深夜1時頃にモンキー・パンチへ電話をかけ、「モンキーさん、一体どういうことだ」「交代なんて聞いてねーよ」「これは作者のアンタが許可したせいで起きたことだろうが!!」など、30分にわたって不平不満をぶつけたという。山田は「昭和一ケタ男の意地」と評されるほど仕事に対しては筋を通すことで知られており、ルパンを演じることに強い自負心も持っていたため、その後も「これだけは譲れない」といったような不満を知人に漏らすことがあったという。また、これにより山田と東京ムービーとの関係には溝が生まれることとなった。
銭形警部役の納谷悟朗も後日、本作で銭形を演じた加藤精三から別の番組で共演した際に打ち明けられ、最初は何のことか分からなかったという。納谷もこの一件は複雑な心境だったといい、山田から不満を聞いた際も止めることはしなかったという。
石川五ェ門役の井上真樹夫は、2019年にWikipediaの本項を通読した限りで感じたこととして「声優陣の交替は制作者の反乱である」と評し「残念なのは原作者の厳命を裏切り、声優に極秘だった点だ。セコさが悲しい」と語っている。
本作でルパンを演じた古川登志夫は、飲み会でよくルパンのモノマネを披露していたので抜擢されたという。山田のイメージが強いため当初はオファーを断ったが、マネージャーから「あなただけ逃げるんですか?」というような言葉を投げかけられたためオファーを受け、あえて山田には似せず自分らしい演技で収録をしたと後に発言している。他の声優陣も、従来の声優を差し置いて演じることに申し訳ないような思いと、それまでの声優陣を意識せず、自分たちの演技で収録に臨んだ旨のコメントをしている。

### 公開後
公開後、声優一新は当時のファンの多くが否定的に評価した。制作側には多くの抗議が寄せられ、署名活動をするファンもいたという。
モンキー・パンチは上述の山田の電話を受けた際、最初は何のことか分からず勢いに押されてついとぼけてしまったといい、これが山田のより強い怒りを買うこととなった。今までに聞いたことが無いほど怒る山田にモンキーは恐怖を感じると同時に、事前連絡が無かったことを知ったため、翌日には東京ムービーへ電話した。ところが、プロデューサーは既に辞め、この件に関わっていた他の人物にも「プロデューサーに任せていた」と逃げられたことで、モンキーはアニメ業界を信用できなくなったという。その後、1990年に『金曜ロードショー』で放送されたTVスペシャル第二作『ルパン三世 ヘミングウェイ・ペーパーの謎』にスタジオゲストとして出演した際、山田と再会したモンキーは再度謝罪するが、山田はどこか根に持った感じだったといい、1995年に山田の訃報を受けた際は、本作での誤解を解けたか分からないまま亡くなったことに声をあげて泣いたと語っている。
古川のもとには公開後、中傷的な内容のアンチレターがダンボール何箱も届いて落ち込んだといい、後年には「一番激しいバッシングを受けた作品」と回想しているほか、自身で「黒歴史」扱いにするほど辛い経験だったという。ただし、2020年以降は「最近は『良かった』と言ってくださる方も出てきて『1作だけどルパンに関われて良かった』と言えるようになりました」と話し、それまで未掲載だったプロフィールの出演履歴にも加筆したことを明かしている。
大塚康生は、公開後のファンの反応に対して「見る人の方が保守的になっているというかね（中略）でも時代は変わるんだから、いろんな若い人にチャンスを作ってあげる方が私はいいと思っています」「山田さんにかなわないとしても何か新しさがあると!だからぼくが決してミスキャストだと思わないのは、時代は変わっているんだし『旧ルパン』のお客さんだけが見にきてくれる訳じゃないから、かえってやってみる意味はあると思っているんです」とコメントしている。また「声優交代は文句を言われるのに絵が変わってもたいして文句を言われないのは、我々アニメーターとしては寂しい」という趣旨の発言もしている。
東京ムービー新社にも非難が集中したことから、2年後に放送されたTVスペシャル第一作『ルパン三世 バイバイ・リバティー・危機一発!』にて元のキャストに戻されることになった。また、同社で本作は「キャストに無礼を働いた作品」として評価されることとなった。

## 作品の評価
ファンの間では声優交代の影響から「特殊な番外編」といった扱いをうける作品となっているが、近年は公開後のファンを中心に「作品自体の質はレベルが高かった」と再評価する感想も出ている。
原作者のモンキー・パンチは後に、大塚康生との対談で「（声優交替の件以外は）ルパンの中では最高傑作の一つですね」と評している。
大塚康生は「作画水準はそこそこの水準に達しているが、作家的なリーダーがいなかったことの弱点が悔いを残している」と評し、「理想的な創作体制はもちろん、優れたリーダー（演出家）の存在は不可欠です。全体の水準が高ければ高いほどそれを使いこなす演出家がいないと、いい映画は出来ないことをこの映画は物語っています」と述べている一方で、アニメーターに若手が多く参加し活気溢れた映像が完成したことについては「テレコムでも、もうあれは出来ないと思います」としている。2012年にインタビューを受けるにあたり再見した際は「丁寧にはやっているが、全体の構成が散漫」「細かいアイデアに労力を割きすぎ、キャラクター描写が弱い」「美術や音楽も良くなかった」などと評するも、「エンタテインメントとしてはよく出来ている」と語り「技術的人材的にはテレコムの頂点の時期の作品だったと思っています」と総括している。また、大塚は「ビデオ作品にしては、出来がいいでしょ」とコメントし、「『風魔一族』は、細部の出来はよかったのですが、統一感に乏しく、多分にスーパーマーケット的で、印象の弱い作品になっています。一方、原画陣が思い思いに楽しんで作ったためか理屈がなくて、痛快な画面が多く、『ルパン』のシリーズのなかでは『カリオストロ』に次ぐ出色の出来栄えといえましょう。」と評している。
宮崎駿は、本作を鑑賞後「テレコムに戻って一本作りたい」と言い出したといい、大塚は「自分ならもっと面白く出来ると考えたのでは」と推測している。
小黒祐一郎は、公開時に「『ルパン三世』の長編なのに、なんだか薄味だなあ」とドラマ性の薄さを感じたことを明かしており「（ストーリーやキャラクター描写に）厚みがないのは、監督不在で作られたためでもあるのだろう（中略）『風魔一族の陰謀』は作家の作品ではなかった」と評する一方で、作画面では高い評価をし「アニメーターがアイデアを出して、動かしまくった。そういった作り方をしたという意味でも、1980年代OVAらしい作品だった」としている。また「（後年の）TVスペシャルに山ほど触れた後に、『風魔一族の陰謀』を観ると、物足りないと思ったのが申しわけなくなってしまう。ひとつひとつの見せ場をきちんと作ろうとしている。気楽なアクション活劇としては充分な出来だった」としているほか、オマージュなどでファンに対するサービスやお遊びが多く「『風魔一族の陰謀』には「『ルパン三世』ファンが作った『ルパン三世』」を思わせる部分が、そこかしこにあった」とも評している。

## テレビ放送履歴
- 独立ローカルTV局を含め地上波での放送は行われていない。読売テレビプロデューサーの諏訪道彦によると、かつて同局の『アニメだいすき!』枠で放送が企画されたものの実現しなかったという[35]。
- 2度目の放送では、5人のメインキャストが2021年までに全員交代が行われた後、リマスター版で放送された[36]。

| 回数 | 放送日         | 放送局          | 番組名         | 出典   |
| ---- | -------------- | --------------- | -------------- | ------ |
| 1    | 2012年10月19日 | アニマックス    | N/A            | [ 37 ] |
| 2    | 2023年10月1日  | BS12 トゥエルビ | 日曜アニメ劇場 | [ 38 ] |

## 関連書籍
- 『大塚康生のおもちゃ箱2』空想工房パノラマ堂、2012年 - 大塚康生が担当した絵コンテが収録されている。